# Anne Perrier

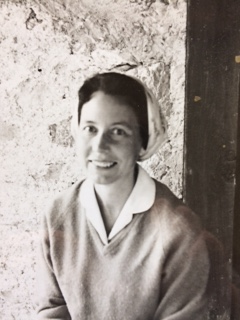
Anne Perrier im Jahr 1960

Anne Perrier (geboren am 16. Juni 1922 in Lausanne; gestorben am 16. Januar 2017 in Saxon, Kanton Wallis) war eine Schweizer Dichterin französischer Sprache und die erste Frau, die mit dem französischen Grand prix national de la poésie ausgezeichnet wurde.

## Leben
Anne Perrier wurde 1922 als Tochter eines waadtländischen Architekten und einer elsässischen Hausfrau in Lausanne geboren, wo sie auch ihre Kindheit und Jugend verbrachte. Am ehemaligen Mädchengymnasium von Lausanne legte sie ihre Maturität ab, wonach sie das Studium der Literatur an der Universität Lausanne aufnahm. Während ihrer Studienzeit publizierte sie ihr erstes Gedicht in der Genfer Résistance-Zeitschrift Lettres; dort wurde sie auch mit Jean Starobinski bekannt. Im Jahr 1947 erhielt sie die erste Anerkennung für ihr lyrisches Schaffen, als ihr der Prix Foloppe überreicht wurde.
Im Jahr 1971 wurde ihr für Lettres perdues der Prix Rambert zugesprochen und im Jahr 2012 wurde sie vom französischen Kulturminister Frédéric Mitterrand zur ersten Preisträgerin des Grand prix national de la poésie bestimmt.